# Xylion securifer
Xylion securifer is een keversoort uit de familie boorkevers (Bostrichidae). De wetenschappelijke naam van de soort is voor het eerst geldig gepubliceerd in 1901 door Lesne.
Volgens Lesne komt de soort voor in westelijk Afrika, van Sierra Leone tot Kameroen.